# Zane Phillips
Zane Phillips, född 25 november 1993 i Denver, är en amerikansk skådespelare.
Phillips har bland annat medverkat i TV-serierna Legacies (2021-2022) och Glamorous från 2023. Han har även medverkat i filmen Fire Island från 2022.

## Filmografi (i urval)
- 2021–2022 – Legacies (TV-serie)
- 2022 – Fire Island
- 2023 – Glamorous (TV-serie)